# Rund um Berlin 1972
Rund um Berlin 1972 war die 66. Austragung des ältesten deutschen Eintagesrennens Rund um Berlin. Es fand am 16. September über 210 Kilometer statt.

## Rennverlauf
Start und Ziel war die Radrennbahn Berlin-Weißensee. Am Start waren Radrennfahrer aus der Tschechoslowakei, Rumänien, Polen, Dänemark, den Niederlanden und der Schweiz sowie Fahrer der Sportclubs und Betriebssportgemeinschaften (BSG) der DDR. Für die fünf besten BSG-Fahrer gab es Sonderpreise der Berliner Zeitung. Es war das erste Rennen der Rennserie Woche des internationalen Radsports der DDR. Das Rennen wurde von den geplanten 192 auf 210 Kilometer verlängert. Grund waren Straßenbauarbeiten auf der Strecke. Nach vielen Attacken fiel nach 145 Kilometern eine Vorentscheidung, als acht Fahrer sich absetzen konnten. Den Sprint auf der Radrennbahn gewann Michael Schiffner mit knappem Vorsprung. Das Hauptfeld folgte mit rund acht Minuten Rückstand.

## Ergebnis
|     | Fahrer               | Verein/Land                | Zeit (h)  |
| --- | -------------------- | -------------------------- | --------- |
| 01. | Michael Schiffner    | SC DHfK Leipzig            | 5:03:10 h |
| 02. | Karl-Heinz Oberfranz | TSC Berlin                 | gl. Zeit  |
| 03. | Erwin Raidt          | SC DHfK Leipzig            | gl. Zeit  |
| 04. | Wolfgang Lötzsch     | BSG Wismut Karl-Marx-Stadt | gl. Zeit  |
| 05. | Peter Lantzsch       | SC Wismut Karl-Marx-Stadt  | gl. Zeit  |
| 06. | Václav Valenta       | Tschechoslowakei           | gl. Zeit  |
| 0   |                      |                            |           |